# مجید رزاز
مجید رزاز (زادهٔ ۱۳۳۸) مجری و بازیگر اهل ایران است. وی دارای دو مدرک کارشناسی مدیریت و کارگردانی از دانشگاه تهران است.

## زندگی
وی در سال ۱۳۳۸ خورشیدی در شهر تهران و در خیابان آبشار در انتهای خیابان ایران زاده شد. مجید رزاز در رشتهٔ کارگردانی و بازیگری در دانشکده هنرهای زیبای تهران تحصیل کرده‌است. نخستین اثر تلویزیونی وی پس از انقلاب، بزبز قندی نام دارد.

## گزیدهٔ آثار

### تئاتر
- ۱۳۵۸ - براند[۲]

### سینما
- ۱۳۷۳ - کلاه قرمزی و پسرخاله
- ۱۳۷۴ - تعطیلات تابستانی

### تلویزیون
| سال       | نام                       | سمت      | کارگردان       | توضیحات                                                 |
| --------- | ------------------------- | -------- | -------------- | ------------------------------------------------------- |
| ۱۳۹۶      | برنامهٔ «تماشاخانه»        | بازیگر   | -              | در نقش «بچه‌مرشد»                                        |
| ۱۳۷۸      | تله‌تئاتر «مبارزان کازبا»  | بازیگر   | جمشید جهان‌زاده | شبکه ۴                                                  |
| ۱۳۸۶      | نون و پنیر و پسته         | بازیگر   | محمد مسلمی     | شبکه ۲                                                  |
| ۱۳۸۰      | غزل غزل‌ها                 | بازیگر   | هوشنگ توکلی    | شبکه ۱                                                  |
| ۱۳۷۸      | رنگ رنگ، از همه رنگ       | کارگردان | مجید رزاز      | برنامهٔ کودک و نوجوان شبکه ۱                             |
| ۱۳۷۵      | برگ سبز                   | بازیگر   | علی شوقیان     | شبکه ۱                                                  |
| ۱۳۶۷      | عطر و گلاب بپاشید         | بازیگر   | ایرج طهماسب    | در دهه فجر ۱۳۶۷ از برنامه کودک و نوجوان شبکه ۱ پخش شد.  |
| ۱۳۶۵      | مدرس                      | بازیگر   | هوشنگ توکلی    | شبکه ۱                                                  |
| ۱۳۶۴      | تله‌تئاتر «منبع موثق»      | بازیگر   | مهدی تقی‌نیا    | کارگردان تلویزیونی: «مسعود رسام»                        |
| ۱۳۶۳      | باز مدرسم دیر شد          | بازیگر   | حسین افصحی     | کارگردان تلویزیونی: «مهوش جزایری» در نقش «بچه‌مرشد»      |
| ۱۳۶۳–۱۳۶۲ | نوروزنامه                 | بازیگر   | مهوش جزایری    | در نوروز ۱۳۶۳ از شبکه ۱ پخش شد.                         |
| ۱۳۶۲      | تله‌تئاتر «لومومبا»        | بازیگر   | هوشنگ توکلی    | کارگردان تلویزیونی: «علی‌اصغر اوجانی» نویسنده: «امه سزر» |
| ۱۳۶۱      | تله‌تئاتر «میز»            | بازیگر   | داریوش مؤدبیان | کارگردان تلویزیونی: «گیتی جوادی»                        |
| ؟         | مجموعهٔ عروسکی «بزبز قندی» | بازیگر   | اردشیر کشاورزی | شبکه ۱                                                  |